# Paillon
Pour les articles homonymes, voir Paillons.
Le Paillon (en occitan niçois Palhon selon la norme graphique dite classique, Paioun selon la norme graphique dite mistralienne ou encore Palhoun, Paglione en italien) est un fleuve côtier des Préalpes méditerranéennes qui se jette dans la baie des Anges de Nice.

## Caractéristiques

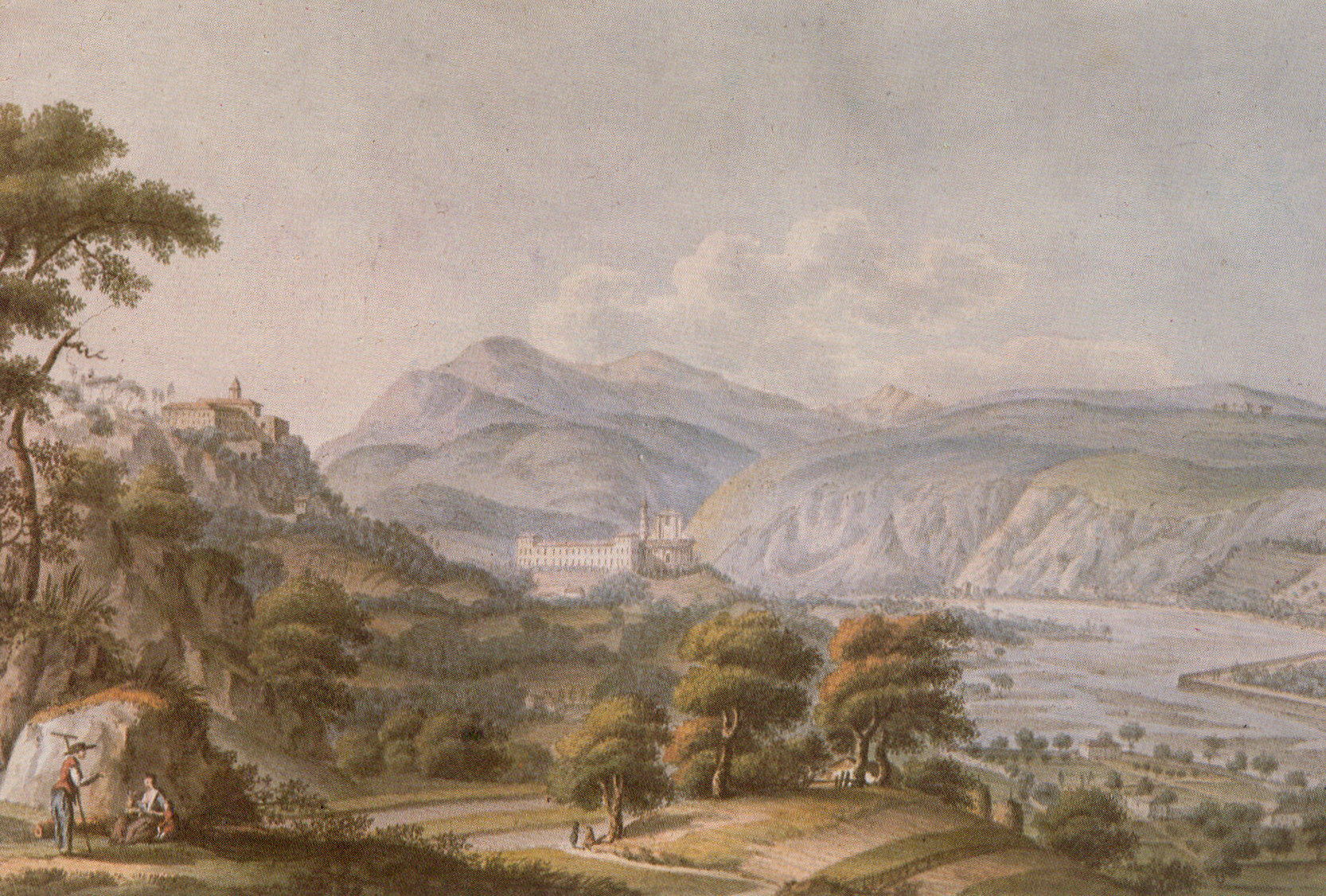
La vallée du Paillon en 1782, avec l'abbaye bénédictine de Saint-Pons et le monastère franciscain de Cimiez.

La longueur de son cours d'eau est de 35,8 km.
Il constitue le principal bassin hydrologique niçois. Il prend sa source à 1 300 m d’altitude sur les pentes du mont Auri, proche du col de Braus, à une trentaine de kilomètres au nord de Nice. Son bassin principal de 250 km2 se divise en quatre affluents différents (Paillon de Levens, Paillon de Contes, Paillon de l'Escarène, Paillon de Laguet) pour former, au niveau de la commune de Drap, le Paillon de Nice. Néanmoins, le Paillon de Levens rejoint les autres Paillons au niveau de la commune de Nice. La réunion de ces quatre cours d’eau en un seul chenal, à forte pente, dans une vallée encaissée rend ses crues massives et dévastatrices lorsqu'elles arrivent à proximité de l’agglomération niçoise. Son débit peut atteindre 500 m3/s pour les crues décennales et 1 000 pour les centennales. Lors des crues, la population était avertie par un dispositif de guetteurs à cheval galopant sur les rives aux cris de « Paioun ven ! Paioun ven ! ». Les principales crues surviennent en 1241, 1530, 1635, 1681, 1702, 1715, 1750, 1773, 1775, 1788, 1852, 1862, 1882, 1886, 1911, 1913, 1940, 1979 et 1994.

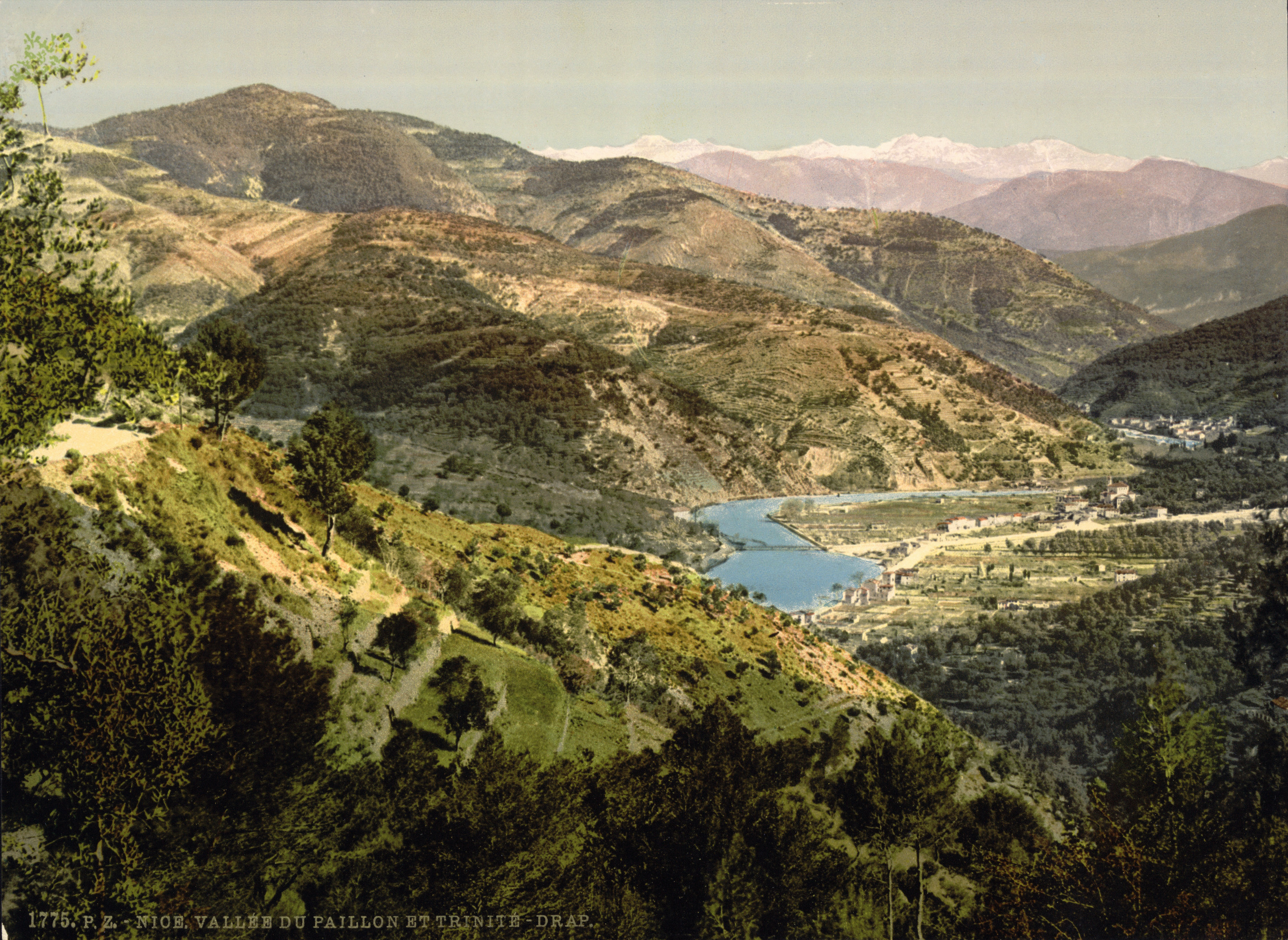
La vallée du Paillon à la fin du XIXe siècle.

Malgré ses débordements, il est intimement lié à la vie quotidienne des Niçois car il représente sa principale source d’énergie. Et jusqu’au XIXe siècle pour mieux maîtriser son débit irrégulier, les Niçois dérivent, aux moyens de batardeaux, son cours vers des galeries de captage, creusées au travers de la muraille. L’eau du Paillon, ainsi détournée à l’intérieur des remparts, alimente les canaux aériens et souterrains actionnant les roues des moulins à farine, à tan, à papier, protégées derrière les fortifications.
Le Paillon est un torrent fougueux mais souvent paisible et, en été, son lit asséché, presque inexistant, fait dire aux chroniqueurs  de l’époque que le Paillon apparaît comme un fleuve abstrait et purement mythique. Avant sa couverture, c’est le domaine des bugadières qui utilisent son maigre bras d’eau comme lavoir public offrant aux visiteurs le spectacle d’un fleuve qui ne sert qu’à laver et sécher du linge.

## Endiguement et couverture

### Endiguement
Son endiguement demeura une priorité pour les municipalités successives. Depuis la période médiévale jusqu’au début de la période classique, la rive gauche est canalisée par les fortifications urbaines qui bordent le Vieux-Nice du pont Neuf à la place Victor. Dès 1828, la municipalité décide d’aménager ces anciennes fortifications en boulevard sur le modèle des quais de la Seine à Paris et ceux de l’Arno à Florence et Pise. Dans le même temps, le problème se pose en aval du pont  avec l’extension des faubourgs de chaque côté de ses rives. L’annexe du Plan régulateur (patentes du 26 mai 1832) du Consiglio d'Ornato décide l’endiguement du Paillon sur la rive droite et la rive gauche jusqu’à l’embouchure depuis les murs du pont Neuf. Ces travaux sont réalisés de 1832 à 1836. Les rives sont alors aménagés en quais selon le modèle établi en 1828. Les travaux des quais fluviaux vers la mer se terminent en 1863 et forment à la rencontre des quais maritimes, dans leur angle, le square des Phocéens et sur la rive droite le jardin public.

### Couverture
En 1868, la première couverture du Paillon donne naissance à l’actuel square Général-Leclerc. Puis, le Casino municipal est construit en 1884 entre le Square et le Pont-Neuf.
En 1891, les travaux se poursuivent vers l’embouchure permettant la réunion des deux parties opposées de la place Masséna, et en 1893, la création de l'actuel jardin Albert-Ier. En 1921, le Paillon est couvert du square Leclerc à la rue Tondutti de l’Escarène entraînant la destruction du légendaire Pont-Vieux. En 1931, l’esplanade Risso est inaugurée, remplaçant la passerelle piétonne entre la place d'armes et la place Risso, et après la Seconde Guerre mondiale, jointe au tronçon situé en aval. La couverture se termine en 1972 avec la disparition du pont Barla, et est limitée par le pont de la ligne SNCF Nice-Ville – Nice-Riquier.
Une seconde section plus en amont est couverte en 1991, joignant le pont Vincent-Auriol et le pont de la ligne SNCF Nice-Ville – Nice-Pont-Michel. L’esplanade est occupée par le lycée Guillaume-Apollinaire (ou lycée de l'Est).
Après avoir été aménagée et urbanisée dans la seconde moitié du XXe siècle (construction de la gare routière, palais Acropolis, théâtre national, palais des expositions), la couverture est progressivement remplacée par la coulée verte de la Promenade du Paillon.

## Origine du nom
L'origine du mot Paillon est liée à la "notion d'eau, de cascade, de cours d'eau qui tombe d'une hauteur". Plusieurs graphies anciennes correspondent à la consonance de ce mot ("palhon", "paion"). La racine "palh" signifie "élévation" et se retrouve dans certains noms de village (Peille, Peillon).

## Galerie

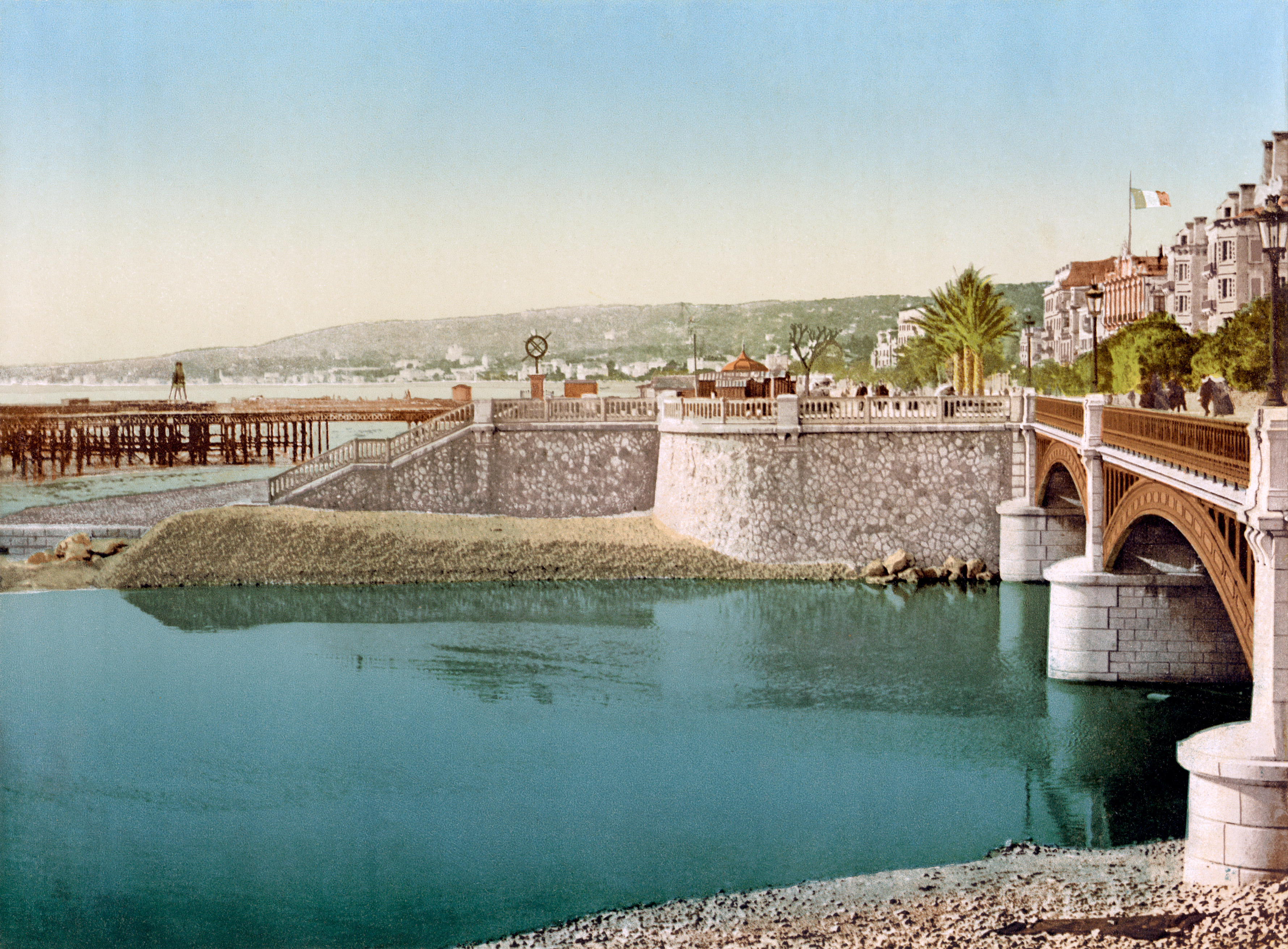
L'ancien pont des Anges (ou Napoléon III) à l'embouchure jadis.
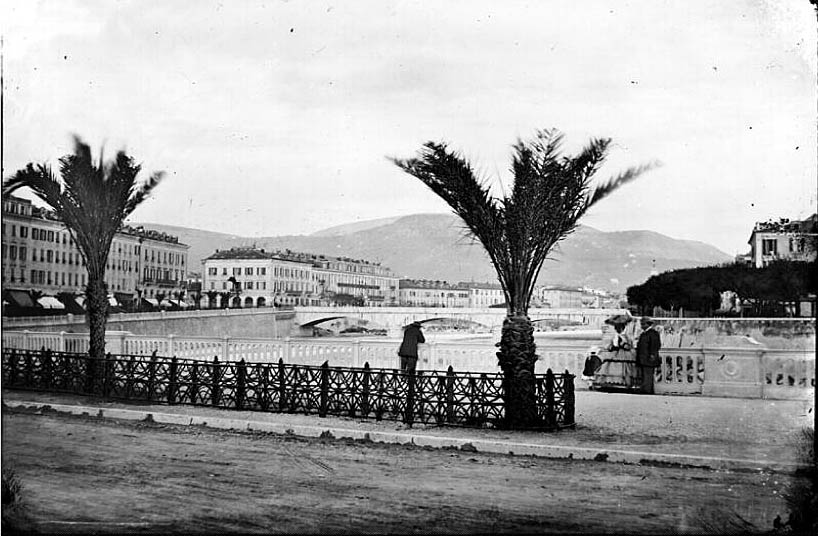
Le Pont-Neuf depuis le pont des Anges.
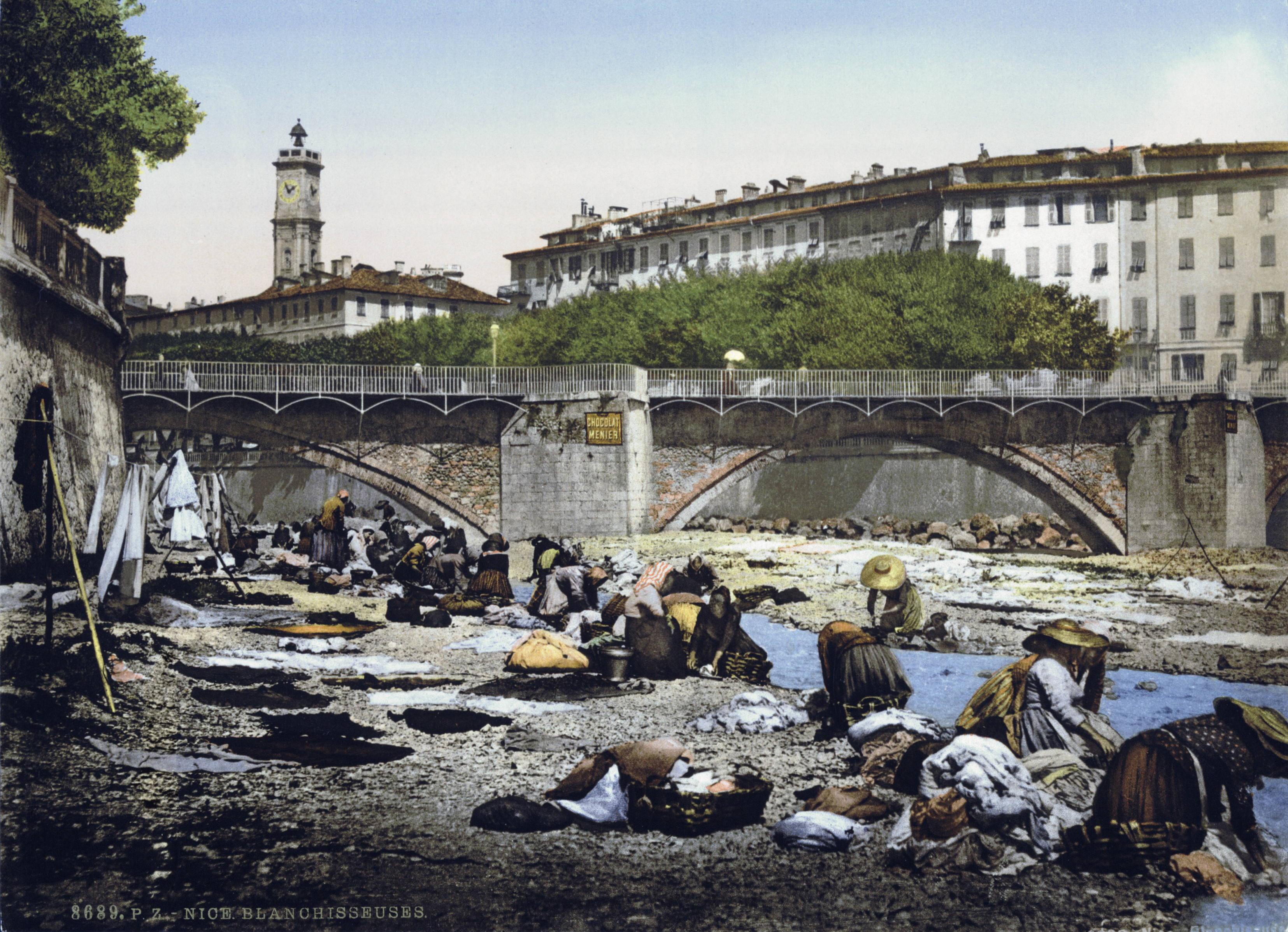
Les bugadières lavant le linge devant le Pont-Vieux.
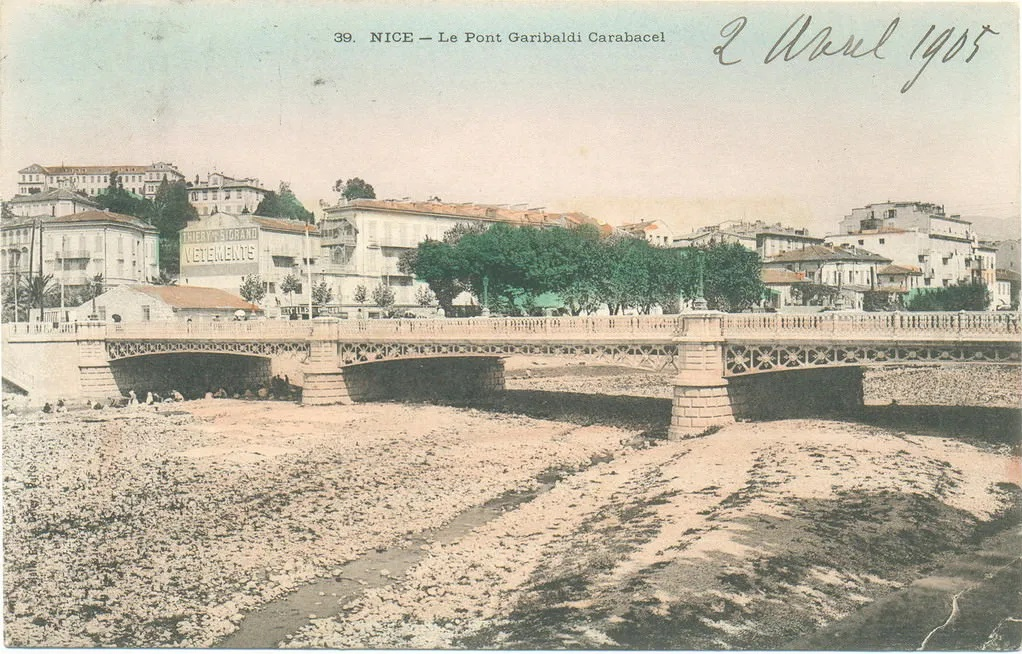
Le pont Garibaldi en 1905.
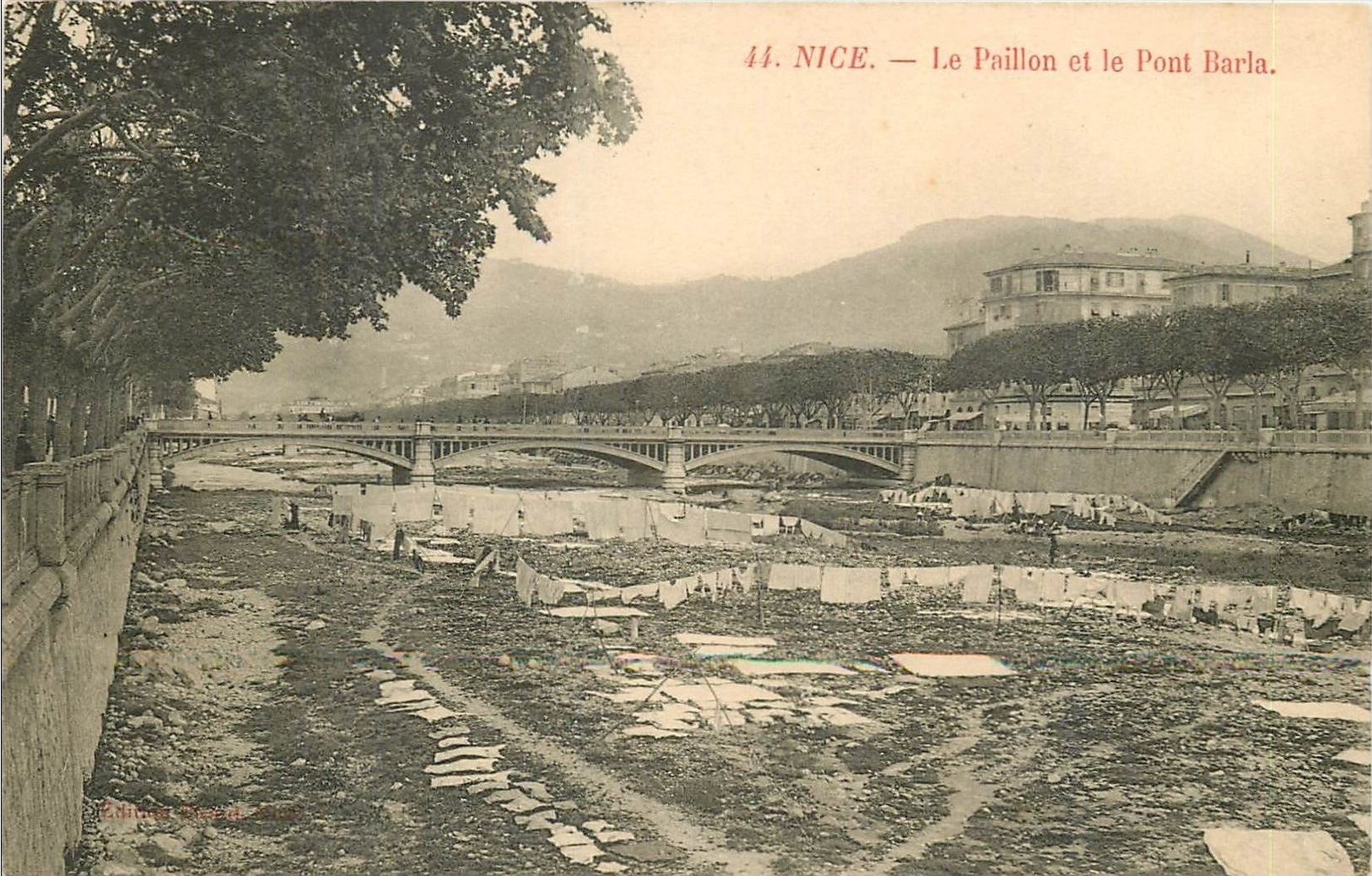
Le pont Barla.
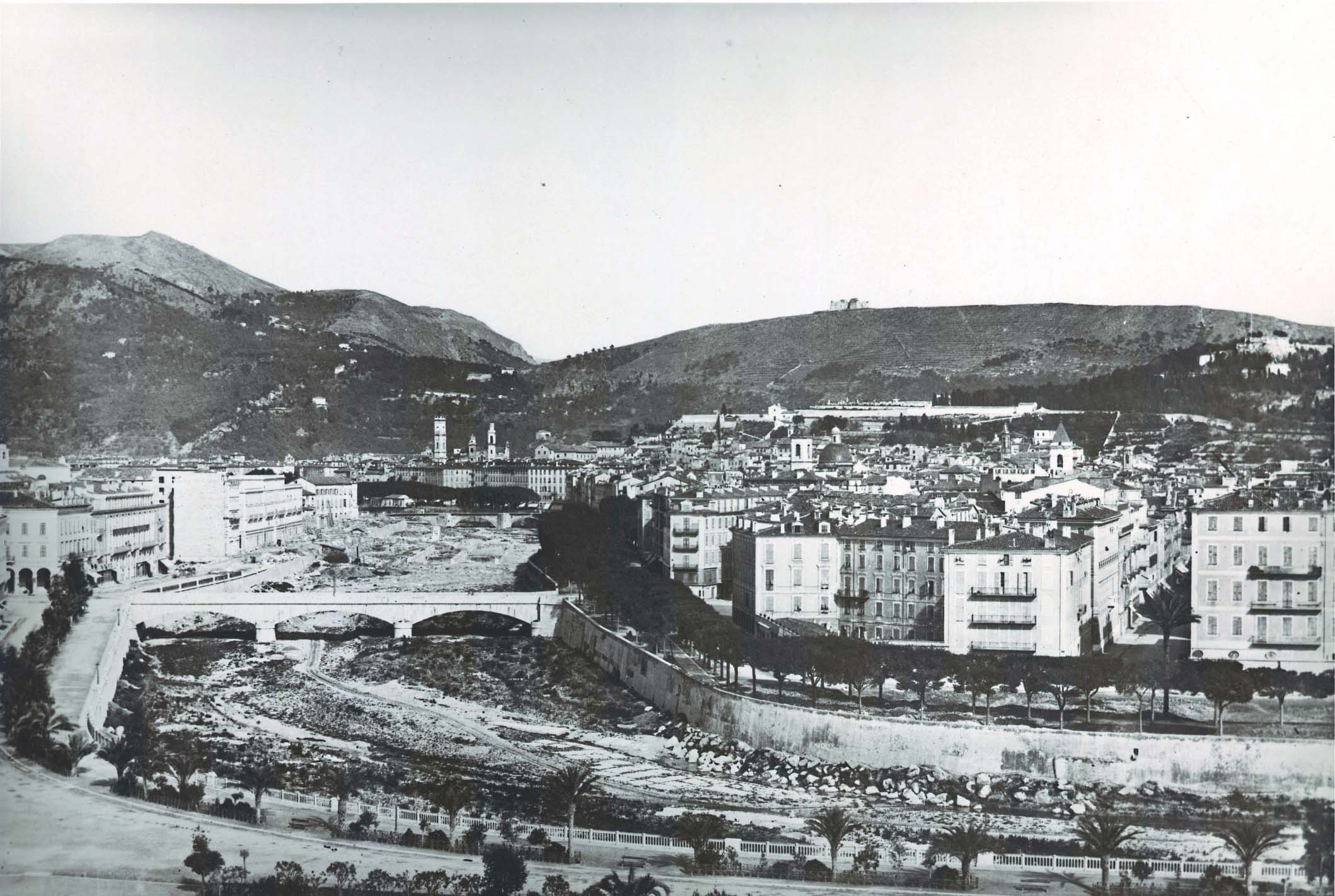
Le Paillon endigué juste avant sa couverture.
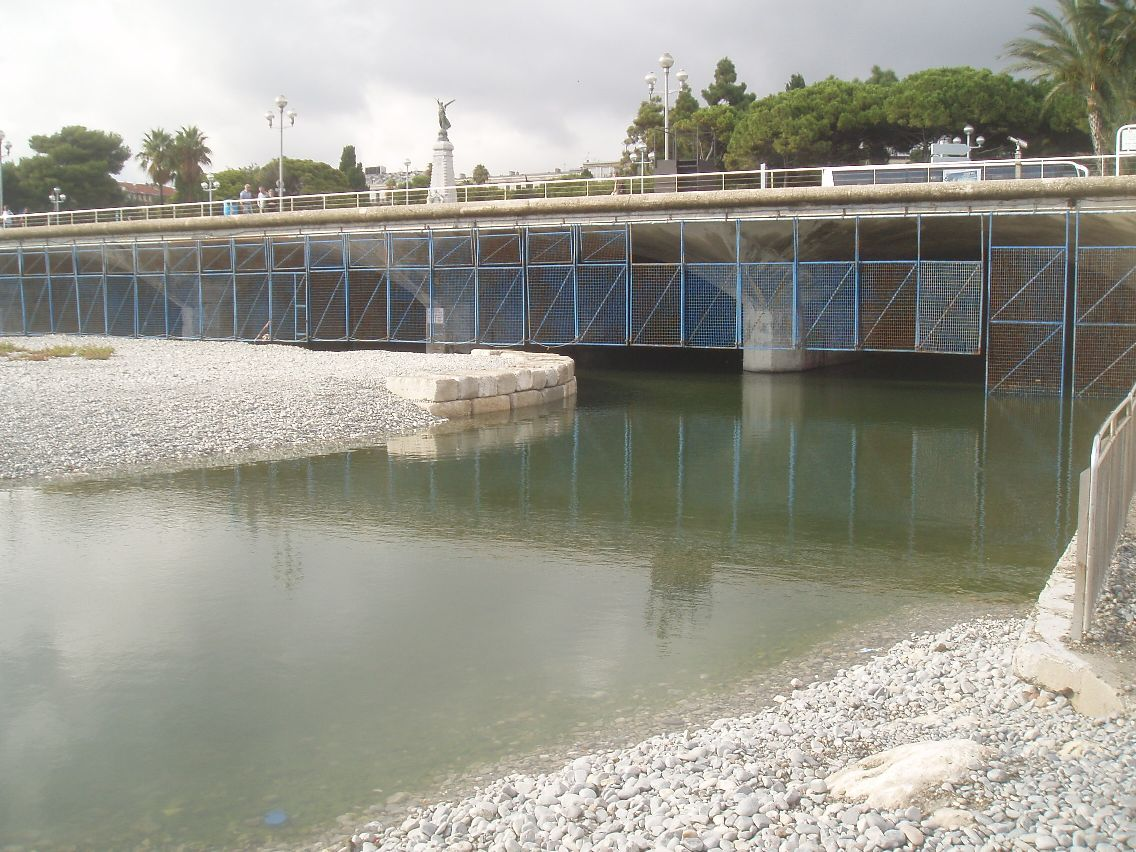
L'embouchure aujourd'hui.
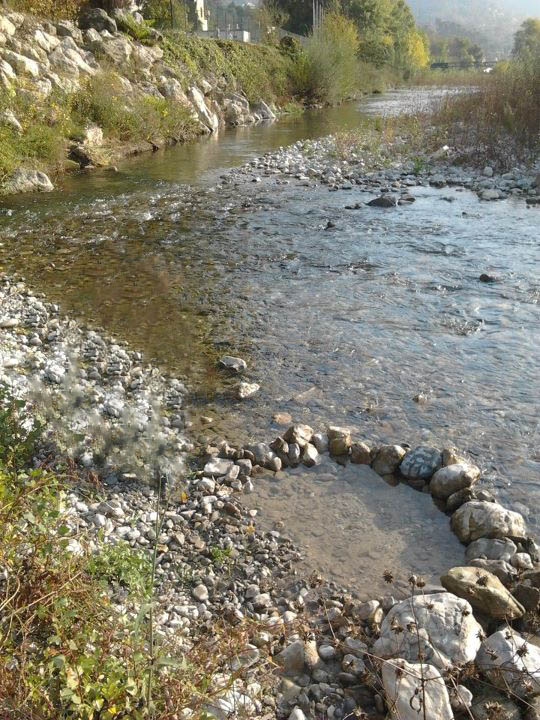
Le Paillon à Drap
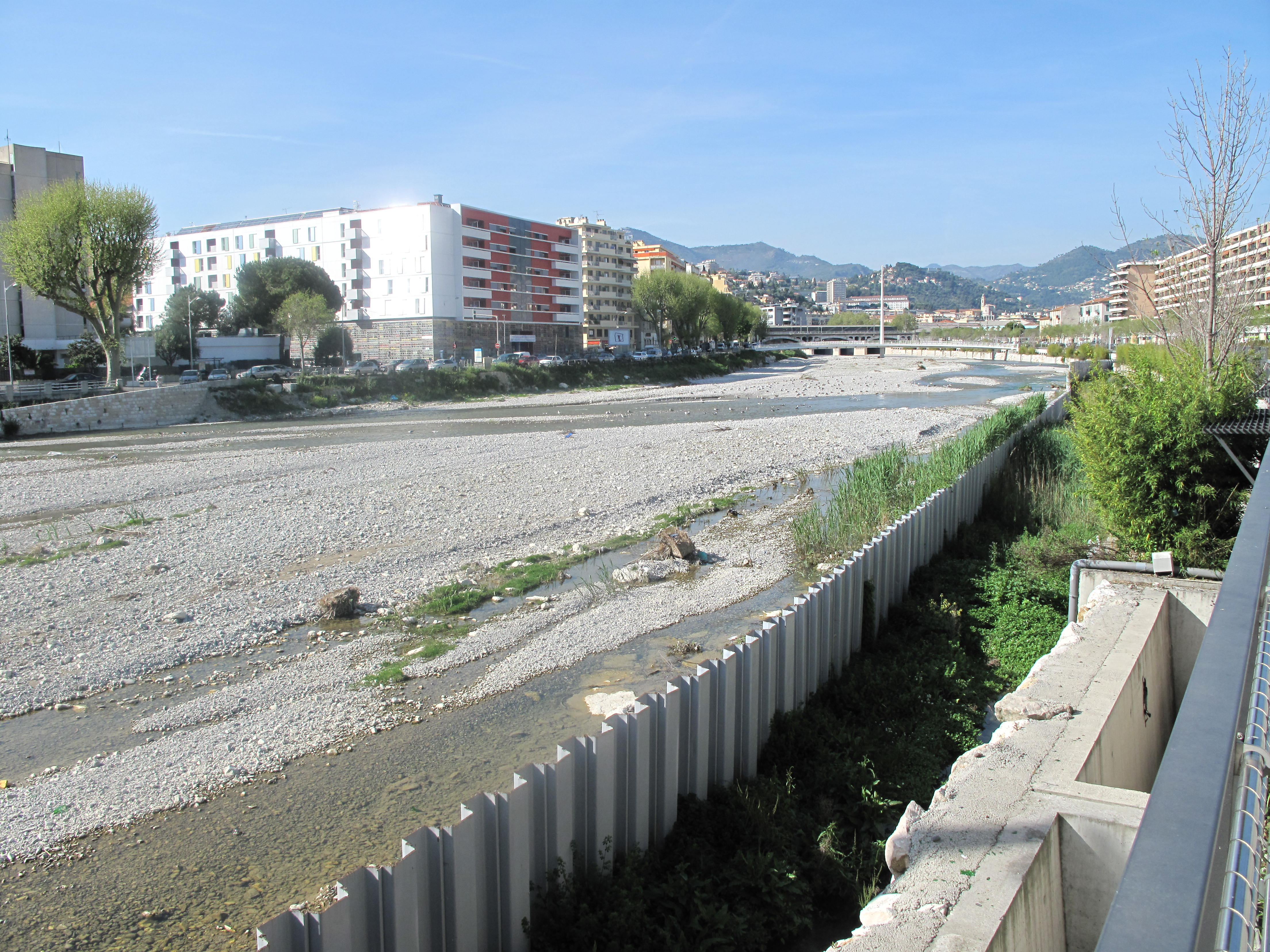
Le Paillon à Nice en amont de la partie couverte